# 文理書院（九龍）

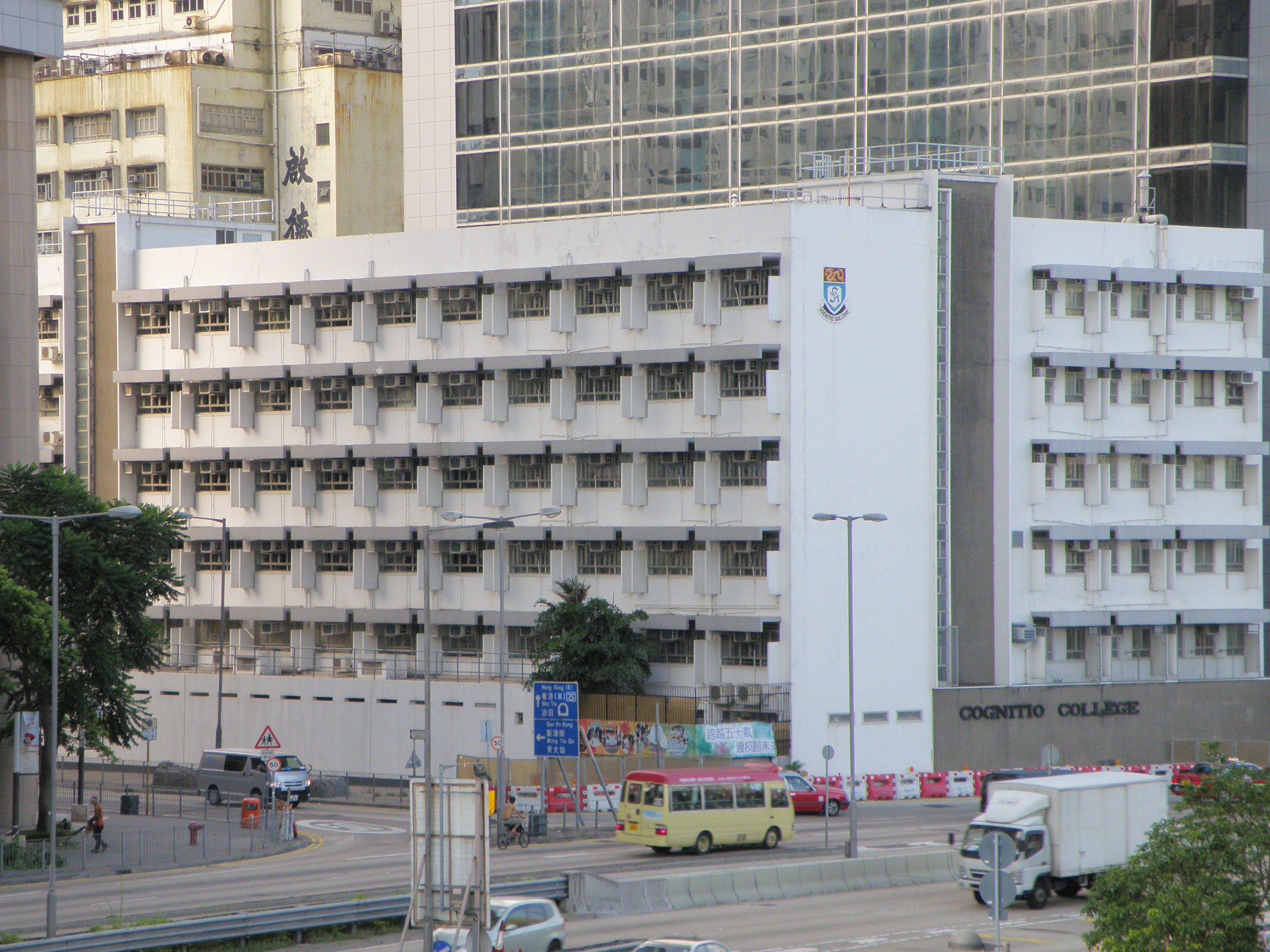
文理書院（九龍）舊校舍

文理書院（九龍）（英語：Cognitio College (Kowloon)），是香港一間全日制政府津貼的男女文法中學，位於九龍九龍城區啟德沐虹街6號，鄰近公屋啟晴邨。校名COGNITIO一詞是拉丁文，有不斷追尋知識的意思；而中文校名「文理」的意思為提倡通識教育，文科，理科同樣並重，故名「文理」。

## 歷史
文理書院創校早期是一所私立學校，1979年轉為按位津貼中學，辦學團體名為文理英文書院（1979）有限公司。1982年，文理書院（九龍）及文理書院（香港）成為津貼中學。文理書院在1962年由一群香港大學畢業生創立，最初成立的校址位於銅鑼灣金殿大廈2樓，即今日港鐵天后站上蓋栢景臺對面，鄰近維多利亞公園，其後於1967年遷往灣仔萬茂徑21號，後來學校繼續擴展，於1969年開始九龍分校建設計劃，由時任香港大學教育系主任韓德遜主持校舍奠基儀式。文理書院（九龍）於1970年開辦，校舍位於九龍新蒲崗景福街96號，由H. Y. Chan建築師負責設計，於1974年文理書院（香港）校舍落成啟用。2008年辦學團體「文理英文書院（1979）有限公司」更名為「文理書院基金會有限公司」。
2019年7月13日，文理書院（九龍）已把九龍新蒲崗景福街96號的舊校舍交回香港教育局（及後，該校舍改作入境事務處培訓及青少年發展中心，亦於2023年香港中學文憑試借用為確診感染2019冠狀病毒病的考生的特別試場），並於2019年9月起遷往啟德發展區的新校舍開課，而新校舍由巴馬丹拿建築及工程師有限公司設計（當中其細部設計沿用由同一則樓設計的香港教育大學教學樓及行政大樓的細節設計，九龍文理新校舍由興勝建築中標承建；由於此校目前已由新蒲崗搬到啟德，故此此校由黃大仙校網改為隸屬九龍城校網。

## 校政管理

### 歷任校監
- 1970年至2007年：張永賢 先生[1][3]
- 2007年至2022年：潘順國 先生[3][4]
- 2022年至今：歐陽惠賢 女士[4]

### 歷任校長
- 1970年至1999年：張振國 先生[1][5][6]
- 1999年至2008年：徐肇強 先生[6]
- 2008年至2021年：歐陽惠賢 女士[6]
- 2021年至今：談國軒 先生[6]

### 歷任副校長
- 1993年至1999年：徐肇強 先生[6]
- 1997年至2008年：歐陽惠賢 女士[6]
- 王麗珊 女士
- 張美儀 女士
- 余百欣 先生

## 校訓
文理書院以「博學、審問、慎思、明辨、篤行」這十個字作為校訓。這十個字的訓詞，跟國父孫中山先生於1924年11月11日在廣東大學（今廣東省廣州市中山大學）舉行成立典禮時親筆提寫的“博學、審問、慎思、明辨、篤行”一模一樣，後來也分別成了廣東省廣州市的中山大學，臺灣的國立中山大學及香港的文理書院三所學校的校訓。而這十字訓詞原文源自儒家經書《禮·中庸》。《中庸》第二十章說：「博學之，審問之，慎思之，明辨之，篤行之。」

## 社制及運動項目方面
文理書院（九龍）現時共分四社，分別為紅社、藍社、綠社以及黃社，每個社別的社員均有其不同顏色的體育衫以資識別，每個社別均有由學生擔任的社長以及由老師擔任的社監。文理書院（九龍）每年都均會舉行一次水運會；以及一次陸運會（分初賽以及決賽），每隔五年亦會與文理書院（香港）攜手合作舉行聯校陸運會。

## 教學語言
文理書院（九龍）現時初中以中文、英文作為主要教學語言，而高中以英文作為主要教學語言。
以下是文理書院（九龍）初中以及高中開設的科目：
初中以中文作為教學語言：中國歷史、中國語文、普通話、歷史、視覺藝術、通識教育、音樂、體育
以英文作為教學語言：化學、地理、物理、生物、綜合科學、英國語文、數學、電腦認知。
高中以中文作為教學語言：中國語文、通識教育、中國歷史、歷史、視覺藝術、旅遊與款待、體育
以英文作為教學語言：英國語文、數學、物理、化學、生物、經濟、地理、企業會計與財務概論、資訊及通訊科技

## 著名校友
- 關永康：香港著名建築師，關永康建築師事務所 (已更名為關黃建築師有限公司)創辦人。主要作品包括中環聖約翰大廈、淺水灣影灣園、灣仔循道衛理香港堂及九龍站漾日居
- 雲婉兒：無綫新聞前主播及記者
- 鍾玉珍：西九文化區管理局表演藝術經理（郵目及教育）
- 甄淑賢：香港電台電視部節目《警訊》前任主持
- 譚香文：現任黃大仙區議會議員（龍星），前立法會議員（會計界），泛民主派成員
- 楊雪盈：前灣仔區議會主席、前灣仔起步主席
- 黃智雯：香港女藝人
- 陳孔明：佳明集團控股（01271）主席[10]

## 外部連結
- 文理書院 （页面存档备份，存于）
- cckln memes
- cckln secrets